# Cámara de Diputados (Rumania)
La Cámara de Diputados (en rumano: Camera Deputaților) es la cámara baja del parlamento bicameral de Rumania. Fue creada por la Constitución Rumana de 1991. Tiene su sede en el Palacio del Parlamento situado en la capital del país, Bucarest.
Las tareas de la Cámara de Diputados son controlar al gobierno y aprobar las leyes. Los propios diputados tienen derecho legislativo de iniciativa, las leyes son aprobadas primero por la Cámara de Diputados y a partir de eso, el proyecto de ley será presentado al Senado. La Cámara de Representantes cuenta actualmente con 330 miembros. 
Independientemente del número de votos, los partidos que representan a las minorías nacionales tienen derecho a un asiento en el Cámara (bajo la limitación de que una minoría nacional debe estar representada por un solo partido).
Desde las elecciones parlamentarias de diciembre de 2024, la Cámara de Diputados de Rumanía cuenta con un total de 331 miembros, de los cuales 312 son elegidos por sufragio directo y 19 representan a minorías nacionales con escaño garantizado

## Elección
Resultados de las elecciones legislativas de 2020.
| Partido                     | Partido                                                     | Votos      | %     | Escaños | +/–   |
| --------------------------- | ----------------------------------------------------------- | ---------- | ----- | ------- | ----- |
|                             | Partido Socialdemócrata                                     | 1.705.777  | 28,90 | 110     | -44   |
|                             | Partido Nacional Liberal                                    | 1.486.401  | 25,19 | 93      | +24   |
|                             | Unión Salvar Rumania-Partido Libertad, Unidad y Solidaridad | 906.962    | 15,37 | 55      | +25   |
|                             | Alianza para la Unión de los Rumanos                        | 535.828    | 9,08  | 33      | Nuevo |
|                             | Unión Democrática de Húngaros en Rumania                    | 339.030    | 5,74  | 21      | 0     |
|                             | Partido del Movimiento Popular                              | 284.501    | 4,82  | 0       | -18   |
|                             | PRO Rumania Social Liberal                                  | 241.267    | 4,09  | 0       | -20   |
|                             | Partido Ecologista Rumano                                   | 65.807     | 1,12  | 0       | 0     |
|                             | Partido del Poder Humanista (Social Liberal)                | 59.465     | 1,01  | 0       | 0     |
|                             | Partido de la Gran Rumanía                                  | 32.654     | 0,55  | 0       | 0     |
|                             | Alianza del Renacimiento Nacional                           | 21.662     | 0,37  | 0       | Nuevo |
|                             | Partido Verde                                               | 20.614     | 0,35  | 0       | 0     |
|                             | Partido Socialista Rumano                                   | 19.693     | 0,33  | 0       | 0     |
|                             | Partido de los Gitanos                                      | 14.523     | 0,25  | 1       | 0     |
|                             | Partido de la Nueva Rumania                                 | 14.089     | 0,24  | 0       | 0     |
|                             | Liga de Albanos de Rumanía                                  | 9.029      | 0,15  | 0       | 0     |
|                             | Foro Democrático de los Alemanes en Rumania                 | 7.582      | 0,13  | 1       | 0     |
|                             | Asociación de Macedonios en Rumania                         | 7.144      | 0,12  | 1       | 0     |
|                             | Unión Helénica de Rumanía                                   | 6.096      | 0,10  | 1       | 0     |
|                             | Unión de los Ucranianos en Rumanía                          | 5.457      | 0,09  | 1       | 0     |
|                             | Unión de los Ucranianos en Rumanía                          | 5.457      | 0,09  | 1       | 0     |
|                             | Unión Democrática de Eslovacos y Checos en Rumania          | 5.386      | 0,09  | 1       | 0     |
|                             | Comunidad de los Rusos Lipovanos                            | 5.146      | 0,09  | 1       | 0     |
|                             | Unión Búlgara de Banat – Rumania                            | 4.853      | 0,08  | 1       | 0     |
|                             | Unión de Serbios de Rumania                                 | 4.691      | 0,08  | 1       | 0     |
|                             | Asociación de Italianos de Rumanía                          | 4.170      | 0,07  | 1       | 0     |
|                             | Unión de Armenios de Rumania                                | 3.820      | 0,06  | 1       | 0     |
|                             | Unión Cultural de Rutenos de Rumania                        | 3.779      | 0,06  | 1       | 0     |
|                             | Unión de Polacos de Rumania                                 | 3.750      | 0,06  | 1       | 0     |
|                             | Nueva Derecha                                               | 3.551      | 0,06  | 0       | 0     |
|                             | Unión Turca Democrática de Rumania                          | 3.539      | 0,06  | 1       | 0     |
|                             | Federación de Comunidades Judías de Rumania                 | 3.509      | 0,06  | 1       | 0     |
|                             | Unión de Croatas de Rumania                                 | 3.345      | 0,06  | 1       | 0     |
|                             | Unión Democrática de Tártaros Turco-Musulmanes              | 2.862      | 0,05  | 1       | 0     |
|                             | Partido Nacional Campesino Maniu-Mihalache                  | 2.727      | 0,05  | 0       | Nuevo |
|                             | M10                                                         | 2.005      | 0,03  | 0       | Nuevo |
|                             | Partido Socialdemócrata Obrero                              | 1.912      | 0,03  | 0       | Nuevo |
|                             | Partido de la Nación Rumana                                 | 1.752      | 0,03  | 0       | Nuevo |
|                             | Partido Reanudar Rumania                                    | 537        | 0,01  | 0       | Nuevo |
|                             | Bloque de la Unidad Nacional                                | 293        | 0,00  | 0       | 0     |
|                             | Fuerza Nacional                                             | 148        | 0,00  | 0       | Nuevo |
|                             | Independientes                                              | 56.346     | 0.95  | 0       | 0     |
| Votos nulos                 | Votos nulos                                                 | 155.859    | –     | –       | –     |
| Total                       | Total                                                       | 6.057.774  | 100   | 329     | –88   |
| Registrados / Participación | Registrados / Participación                                 | 18.964.642 | 31,94 | –       | –     |
| Fuente: BEC                 |                                                             |            |       |         |       |